# Perwenitzer Fernsehturm
Der Perwenitzer Fernsehturm, 1959 in Betrieb genommen, ist ein Fernsehturm im Bundesland Brandenburg, in der Gemeinde Schönwalde-Glien am östlichen Rand des Dorfes Perwenitz. Der Turm steht unweit der westlichen Bundesautobahn 10, des äußeren Berliner Rings. Die Berliner Stadtgrenze befindet sich etwa zehn Kilometer in südöstlicher Richtung.

## Geschichte
Der 135 Meter hohe Fernsehturm wurde in der zweiten Hälfte der 1950er Jahre aus Stahlbeton errichtet. Für die Ausstrahlung des Deutschen Fernsehfunks, die am 3. Januar 1956 startete, wurden Sendeanlagen benötigt. So wurden in Abständen von etwa 100 Kilometern Türme mit Relaisstationen konzipiert, um eine flächendeckende Abdeckung zu gewährleisten. Der VEB Spezialbau Leipzig führte den Bauauftrag aus. Der Perwenitzer Turm in der Nähe Berlins war der zweite von insgesamt zehn etwa zeitgleich errichteten Fernsehtürmen. Der Korb, der Bereich der Plattformen, wurde vierstöckig gebaut. Eine Besucherplattform erhielt der am 1. April 1959 eröffnete Turm nicht.
Der Perwenitzer Fernsehturm ist mit 135 Metern das höchste Gebäude des Landkreises Havelland (Stand Juni 2015). Seit mehreren Jahren sind die Relais für die Übertragung des Fernsehprogramms abgeschaltet. Der Turm wird in erster Linie für den Mobilfunk verwendet.